# Mohamed Amroune (voetballer, 1989)
Mohamed Amroune (Algiers, 10 maart 1989) is een Algerijns voetballer die momenteel uitkomt voor MC Alger. Hij speelde sinds 2008 38 wedstrijden voor die club en scoorde daarin 11 goals. Amroune speelt als aanvaller.
Hij maakte vroeger ook deel uit van de meeste nationale jeugdelftallen, maar speelde nog nooit één wedstrijd voor het Algerijns voetbalelftal.